# ペレクロス
ペレクロス（古希: Φέρεκλος, Phereklos）は、ギリシア神話の人物である。ハルモンの子テクトンの子。
トロイアの工匠で、イーデー山から木材を切り出し、1日でパリスのために船を建造した。パリスはこの船で海を渡り、スパルタからヘレネーを奪ってきたという。トロイア戦争ではクレーテー島の将メーリオネースに討たれた。